# Giarrettiera Colt
Giarrettiera Colt è un film italiano del 1968 diretto da Gian Rocco.

## Trama
Jean Martin e Roger sono due soldati francesi al servizio dell'Imperatore Massimiliano; i due sfuggono ai rivoluzionari del Generale, fedeli a Benito Juarez, passano il confine con il Texas e chiedono un passaggio a una diligenza sulla quale viaggia anche Lulù, un'avventuriera francese abile con le carte e la pistola. La diligenza cade in un agguato della banda del Rosso e Roger muore, mentre Jean si salva perché la donna mette in fuga gli assalitori. Il francese si ferma per seppellire il compagno, gli altri passeggeri proseguono fino al primo paese. Qui Lulù prende alloggio in un albergo dove inizia a guadagnarsi da vivere vincendo a poker non senza trucchi.
Nello stesso paese arriva anche Jean, il francese sopravvissuto e ricercato dai messicani del Generale che trova rifugio dalla bella Rosy. La zona è il crocevia di un traffico d'armi a favore dei rivoluzionari messicani, attuato dal Rosso e contrastato da Carlos, un giovane agente segreto francese infiltrato tra gli uomini del Generale. Tra Carlos e Lulù nasce una storia d'amore e quando il giovane viene imprigionato dal Rosso che ha scoperto la sua vera identità, la donna lo libera, recupera le armi nascoste e le distribuisce alla popolazione perché si opponga alle angherie dei banditi. Mentre Lulù affronta e sconfigge il Rosso che ha catturato Rosy, Carlos muore per un tragico equivoco. Perso il suo compagno la donna riprende il viaggio.

## Curiosità
Nonostante l'ambientazione western, il film è stato girato nell'italianissima località di San Salvatore di Sinis, frazione del comune di Cabras, in Sardegna.